# Diecezja Fontibón
Diecezja Fontibón (łac. Dioecesis Fontibonensis, hisz. Diócesis de Fontibón) – rzymskokatolicka diecezja ze stolicą we wchodzącym w skład Bogoty Fontibón, w Kolumbii. Najmniejsza terytorialnie kolumbijska diecezja. Biskup Fontibón jest sufraganem arcybiskupa Bogoty.
W 2006 na terenie diecezji pracowało 65 zakonników i 93 sióstr zakonnych.

## Historia
6 sierpnia 2003 papież Jan Paweł II bullą Suam eminet erygował diecezję Fontibón. Dotychczas wierni z tych terenów należeli do archidiecezji bogotańskiej.

Mapa diecezji

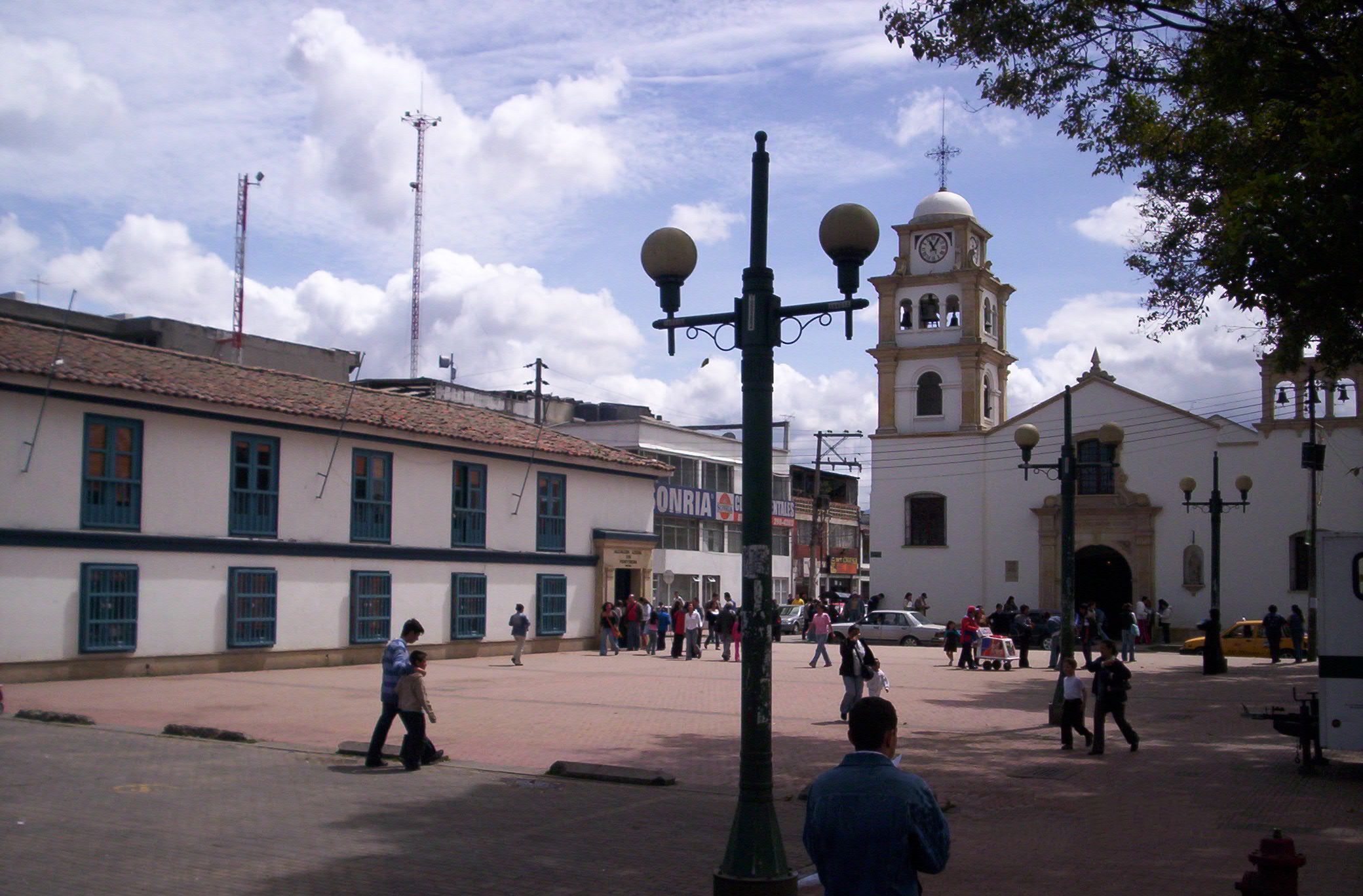
Katedra św. Jakuba Apostoła w Fontibón

## Biskupi Fontibón
- Enrique Sarmiento Angulo (2003 - 2011)
- Juan Vicente Córdoba Villota SI (2011 - nadal)